# Mesotelioma
Mesotelioma (o mesotelioma maligno) es una forma rara de cáncer que se desarrolla a partir de células transformadas originarias del mesotelio, el revestimiento protector que cubre muchos de los órganos internos del cuerpo.

## Tipos
El mesotelioma puede originarse en diversas localizaciones:
- Pleura. Mesotelioma pleural. La pleura es una fina lámina de tejido que forma el revestimiento exterior de los pulmones y el interno de la pared torácica. Es el lugar más frecuente donde se desarrolla el mesotelioma.[1]
- Peritoneo. Mesotelioma peritoneal.
- Pericardio. Mesotelioma pericárdico. Tumor maligno muy raro que afecta al pericardio, la membrana que cubre el corazón. A diferencia de otros tipos de mesotelioma no se asocia con la inhalación de asbesto.[2]
- Túnica vaginal del testículo. Da origen a un mesotelioma testicular, tumor extraordinariamente poco común.[3]

## Etiología
La mayoría de las personas que desarrollan un mesotelioma han trabajado en actividades donde se inhala el amianto, o estuvieron expuestas al polvo del amianto y sus fibras de otras maneras, por lo que se la considera una enfermedad profesional. También se ha sugerido que lavar la ropa de un miembro de la familia que trabajaba con asbesto aumenta el riesgo de desarrollar mesotelioma.
A diferencia del cáncer de pulmón, no parece haber ninguna relación entre el mesotelioma y el tabaco, pero el fumar aumenta el riesgo de otros cánceres inducidos por el amianto.

## Cuadro clínico
Los signos y síntomas del mesotelioma pleural incluyen dificultad respiratoria por derrame pleural (líquido entre el pulmón y la pared del tórax), dolor torácico y signos constitucionales inespecíficos, entre ellos pérdida de peso. El mesotelioma peritoneal cursa con síntomas inespecíficos, dolor, hinchazón abdominal y ascitis. El mesoteliama pericárdico causa derrame pericárdico.

## Diagnóstico
El diagnóstico del mesotelioma pleural se puede sospechar mediante Rayos-X y TC torácico. Se confirma con una citología del derrame seroso o con una biopsia (extracción de una muestra del tejido sospechoso) y analizado con microscopio. Una toracoscopia (inserción de un tubo con una cámara en el pecho) puede ser utilizado para adquirir material de biopsia, y permite la introducción de sustancias tales como talco para permitir la adherencia de las dos capas  pleurales (un procedimiento llamado pleurodesis), evitando que se acumule más líquido y presión sobre el pulmón.

## Tratamiento
A pesar del tratamiento con quimioterapia, radioterapia o cirugía, la enfermedad no tiene buen pronóstico y por lo general, termina siendo mortal a un corto o mediano plazo para el paciente.

## Prevención
Actualmente se investiga sobre una prueba de diagnóstico precoz del mesotelioma.